# Słupsk
 Słupsk (ajutor·info) (AFI: [swupsk], în germană Stolp, cunoscut și sub alte nume) este un municipiu în voievodatul Pomerania, în Polonia. Până în 31 decembrie 1998 a fost reședința voievodatului Słupsk. Face parte din regiunea istorică Pomerania Occidentală.
Orașul se află în partea de nord-vest a țării, pe Coasta Slovinciană, în apropierea Mării Baltice, fiind străbătut de râul Słupia. Este reședinta unuia dintre cele mai mari powiate ale Poloniei, a powiatului słupski. Are o populație de 98.757 de locuitori și ocupă o suprafață de 43,15 km², fiind unul dintre cele 100 mai des populate orașe ale țării. Se învecinează cu comunele Kobylnica și Słupsk.
Stolp a primit drepturi de oraș în anul 1269 din partea ducilor de Danțig. Drepturile au fost confirmate în 1310 de către margrafii Brandenburgului. A fost pentru mult timp un centru administrativ și comercial al regiunii — nefăcând totuși parte din Liga Hanseatică — până în 1648, când Ducatul Pomeraniei a fost împărțit între Brandenburg-Prusia și Suedia. Deși rolul administrativ al orașului s-a redus, Stolp a rămas centrul local al industriei. A fost distrus din cauza incendiului cauzat de soldații după intrarea forțelor armate în 1945 în proporție de 35%. După cel de-al Doilea Război Mondial, conform Conferinței de la Ialta, a intrat în componența Poloniei sub numele de Słupsk.
Locuitorii municipiului se numesc słupszczanie.

## Nume
Denumirea poloneză a orașului, Słupsk, se referă la râul Słupia, care îl străbate. Este legată din punct de vedere etimologic cu cuvintele słup și stołp, ambele însemnând stâlp. Există două concepții pentru explica această legătură:
1. O referință la turnul sau alta clădire fortificată, construit pe malul râului.
2. O referință la sistemul de construire a clădirilor pe poneze, cauzat de amplasarea cetății în smârcuri.

Probabil originea denumirilor cașubiane și pomeraniane: Stôłpsk, Słëpsk, Słëpskò, Stôłp pentru oraș și Stôłpa, Słëpia pentru râu este identică.
Denumirea pomeraniană a fost preluată de către limba germană (Stolp) și folosită cu puține modificări (adăugarea secțiunii in Pommern pentru a deosebi orașul de alte localității cu același nume) până în 1945, când Słupsk și împrejurimile sale au intrat în componența statului polonez. Numele latin Stolpe a apărut în Evul Mediu târziu și este de fapt o adaptare a numelui german.
Numele în alte limbi, folosite la ocazii speciale, includ: Slupskas în lituaniană și Slupska în letonă.

## Istorie

### Evul Mediu

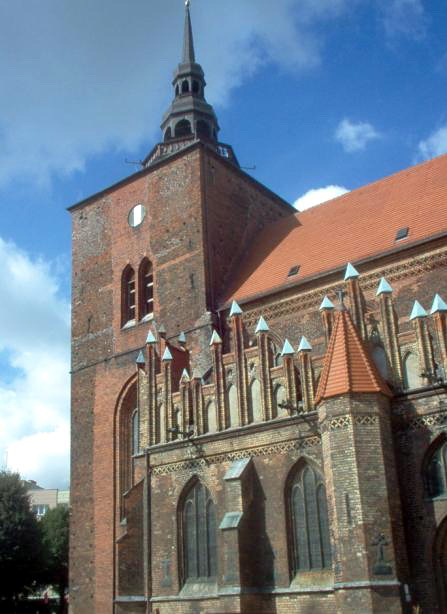
Biserica Sfânta Maria

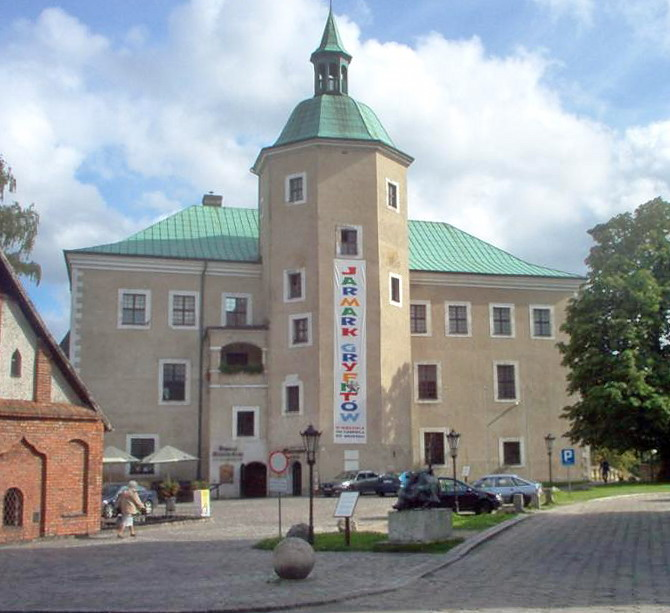
Castelul Ducilor Pomeranieni

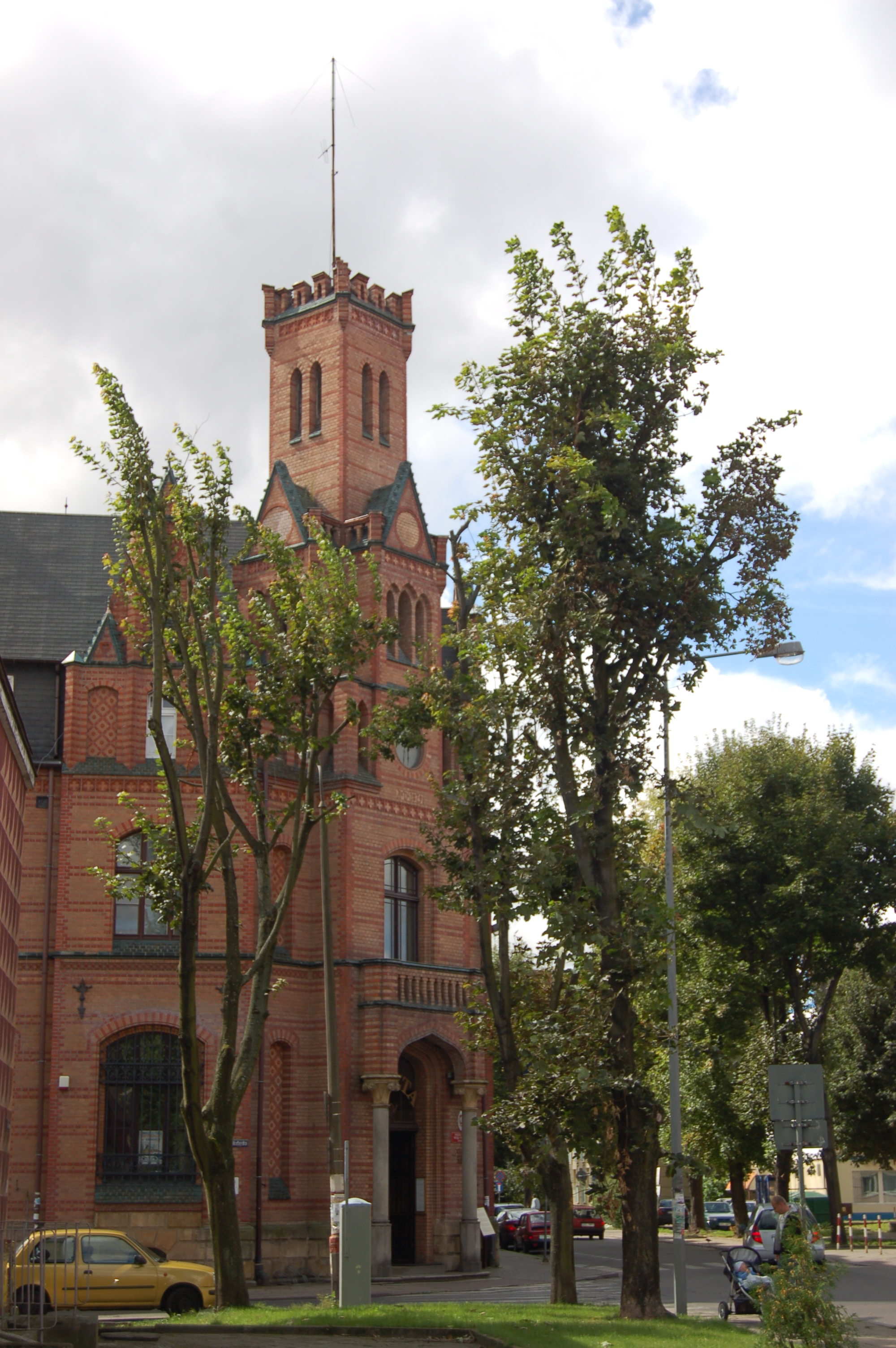
Oficiul poştal principal

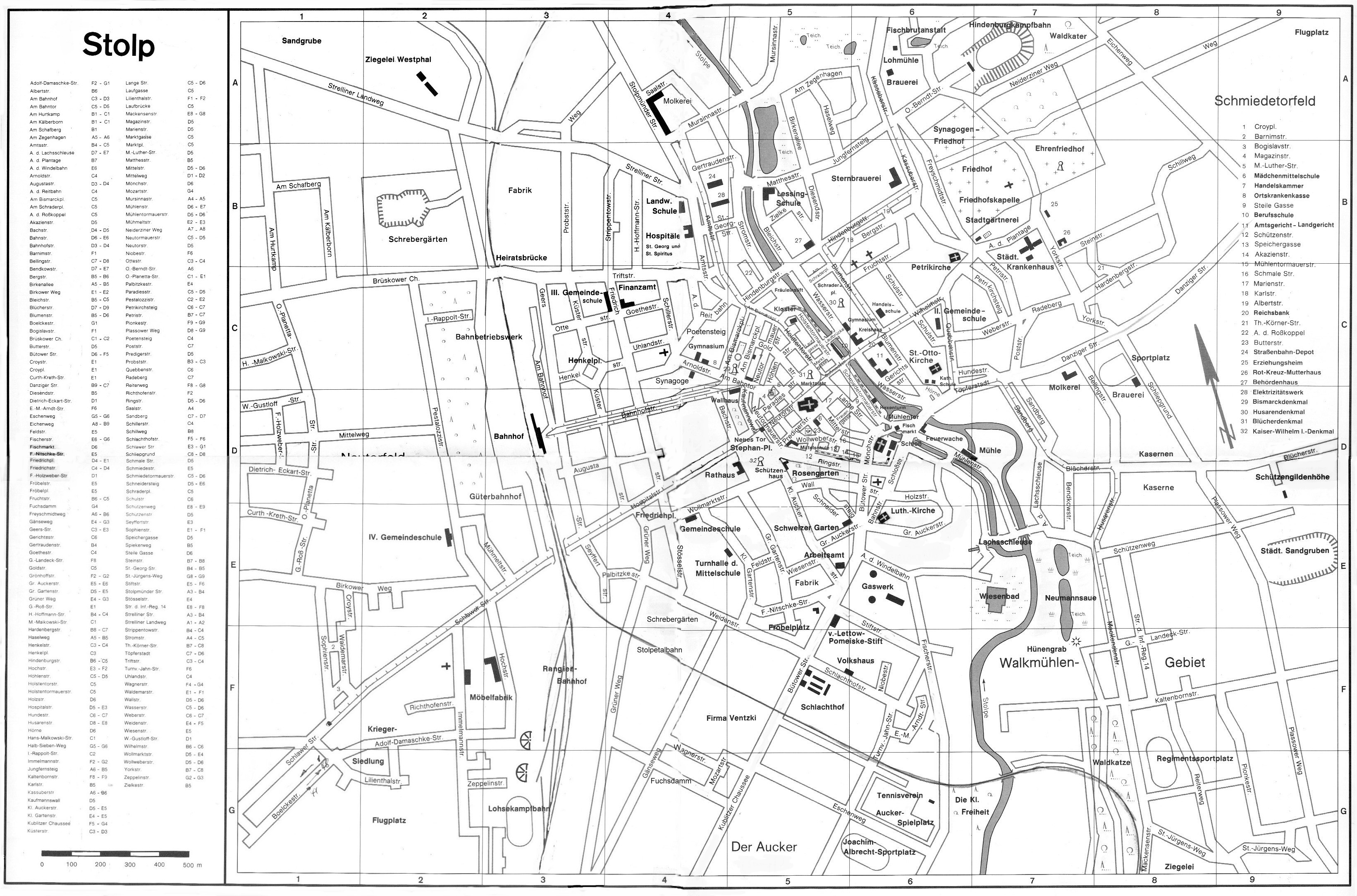
Harta oraşului din 1945.

Słupsk s-a dezvoltat din câteva așezări amplasate în jurul drumului comercial din epoca de bronz, pe malurile râului Słupia, în apropierea singurului văd din zonă. Aceste condiții au determinat construirea cetății slave (gród) pe insula din mijlocul râului. Înconjurată de smârcuri și mlaștini, cetatea era perfect situată din punct de vedere strategic. Adițional, datorită cercetărilor arheologice se știe că așezarea fortificată s-a aflat pe o colină artificială, a avut un șanț natural format de afluenții Słupiei și un zid de lemn.
Așezarea a primit drepturi de oraș în 1269. În 1308 Ordinul Teutonic a atacat Pomerelia. Słupsk, împreună cu ținutul său s-a răscumpărat, dar a ajuns sub influență brandenburgă. Margrafii brandenburgi au recunoscut statutul orășenesc al Słupskului prin redarea drepturilor în 1310. Orașului i s-a permis să-și creeze o economie maritimă.

### Evul Modern
Înainte de Reforma Protestantă locuitorii orașului erau romano-catolici — credințele tradiționale slave nu au supraviețuit sub valul de misionari din Polonia și Germania. Primele tulburări pe fundal religios și social au loc la începutul secolului XVI. Au ajuns la apogeu între ani 1524-1525, când Biserica Sfânta Maria a fost profanată. Majoritatea locuitorilor și-au schimbat atunci confesiunea în favoarea luteranismului. O singură biserică din oraș a rămas romano-catolică.
Pomerania Occidentală și-a păstrat independența până în 1648, când s-a sfârșit Războiul de Treizeci de Ani. Casa ducală locală, Grifiții, a dispărut în 1637. Teritoriul ducatului a intrat sub controlul Brandenburgului și conform Păcii Westfalice, Słupsk a devenit o parte a provinciei brandenburge Pommern. Înainte de cel de-Al Doilea Război Mondial orașul a fost cucerit doar o dată, în 1807, în timpul războaielor napoleoniene.
După Războiul de Treizeci de Ani, Słupsk a fost degradat până la rolul unui oraș provincial — capitala provinciei Pomerania a fost Stargard Szczeciński — dar economia locală s-a stabilizat. Dezvoltarea constantă și dinamică a Prusiei și conjunctura economică bună au dat impuls dezvoltării orașului. După schimbările frontierelor în regiune (Prusia a primit Szczecin și Pomerania Anterioară din Suedia), Słupsk era doar capitala unui Kreis în cadrul Regierungsbezirk-ului Köslin, dar datorită dezvoltării rapide a devenit repede cel de-al doilea oraș în provincie după populație și nivelul de industrializare, după Szczecin. În 1869 o linie de cale ferată de la Gdańsk a ajuns la Słupsk.
În secolul XIX limitele orașului s-au extins mult la vest și sud, făcând loc pentru construirea de noi clădiri și uzine. În primul rând s-a construit lângă străzile spre gară și spre centrul țării. Numărul locuitorilor creștea repede. În 1914, înainte Primul Război Mondial, orașul avea 34.340 de locuitori.
În 1901 s-a finalizat construirea primăriei noi, în 1903 — a clădirii administrației locale. În 1910 a fost deschis sistemul de tramvaie cu două linii.

### Perioada interbelică și Al Doilea Război Mondial
Słupsk nu a fost afectat de Primul Război Mondial. La începuturile anului 1919 a fost deschis din nou sistemul de transport urban. Creșterea demografică a rămas înaltă, dar dezvoltarea orașului a fost încetinită din cauză schimbărilor politice. Reapariția Statului Polon a făcut ca Słupskul să devină un oraș periferic, iar limita teritorială a Kreis-ului a fost și hotarul Republicii de la Weimar și apoi a Germaniei Naziste. Deși Polonia a cerut acest oraș și împrejurimile sale, Tratatul de la Versailles a descris tocmai frontierele Pomeraniei poloneze.
În 1926 NSDAP a apărut și în Słupsk, adunând mulți susținători. Începutul celui de-Al Doilea Război Mondial a frânat dezvoltarea orașului. În timpul războiului în oraș erau aduși muncitori din teritoriile ocupate.
La data de 26 august 1945 a fost creat un sublăgar de concentrare cu numele oficial Außenarbeitslager Stolp. Din punct de vedere formal a fost o filială a lagărului de concentrare Stutthof. În Słupsk exista deja un lagăr de muncă. Douăzeci și patru de persoane, muncitori din lăgare, au fost omorâte în Pădurea de Nord la data de 7 martie 1945, iar o zi mai târziu două unități ale Armatei Roșie au întrat în oraș. Pe când orașul a fost deja abandonat de forțele germane, soldaților li s-a ordonat să tragă focuri în centru. Primul organ de guvernare în orașul a fost o comandatură cu sediul în actuala primărie.

### Republica Populară Polonă
La data de 14 martie 1945 orașul Stolp, redenumit Słupsk, și fostul Kreis Stolp au devenit o parte a Ținutului III (Pomerania Occidentală), având o reședință provizorie în Piła. În aprilie, în oraș a venit un grup operațional, a cărui scop era să organizeze o administrație civilă. Populația, aproape în totalitate germană, a fost expulzată, iar în locul acesteia au fost colonizați polonezi din regiunile situate la est de Linia Curzon. La data de 28 iunie 1946, Ținutul a fost reorganizat în voievodatul Szczecin, iar în aprilie 1950 partea orientală a acestuia a fost organizată în voievodatul Koszalin.
În 1957 a fost organizată Școala Învățătorească, care a fost reformată în Școala Învățătorească Superioară în 1969, în Școala Pedagogică Superioară în 1974, în Academia Pedagogică Pomeraniană în 2000, iar în 2006 în Academia Pomeraniană. Instituția încearcă să obțină statut de universitate.
În 1959 a fost lichidată rețeaua tramvaielor din Słupsk, fiind înlocuită complet de autobuze. În 1960 a fost inaugurat Stadionul de 650 de Ani. Numele lui comemorează a 650-a aniversare de obținere a drepturilor de oraș.

## Geografie

### Localizare
Municipiul Słupsk se află în apropiere de orașul Koszalin, în regiunea istorică Pomerania (situată în nordul Poloniei). Râul Słupia împarte orașul în două părți: partea de est și partea de vest. În mijlocul orașului se află o insulă, pe care a fost vechiul centru urban al orașului Słupsk în Evul Mediu. Actualmente centrul municipiului se află în partea de nord-vest a orașului. Întreagă suprafață a orașului Słupsk este de 43,15 km² (4.315 ha), acesta fiind situată în fosta vale a râului.
Słupsk se învecinează cu Kobylnica, Krępa, Płaszewko, Kusowo și Głobino la sud, Redzikowo la est, Siemianice, Przeginia și Włynkówko la nord și Bierkowo la vest. Municipiul se află la aproximativ 68 km de Koszalin, la 17 km de Ustka, la 150 km de Gdańsk, la 300 km de Szczecin și la 450 km de Varșovia.
În prezent, orașul Słupsk se extinde în partea de nord. Între Słupsk și Włynkówko se află Zona Economică Specială Słupsk (poloneză Słupska Specjalna Strefa Ekonomiczna, prescurtat SSSE), zonă în care investițiile beneficiază de anumite avantaje fiscale. Nu există momentan planuri de expansiune ale limitelor orașului, dar acest lucru urmează să se întâmple în curând.

### Rețeaua hidrografică

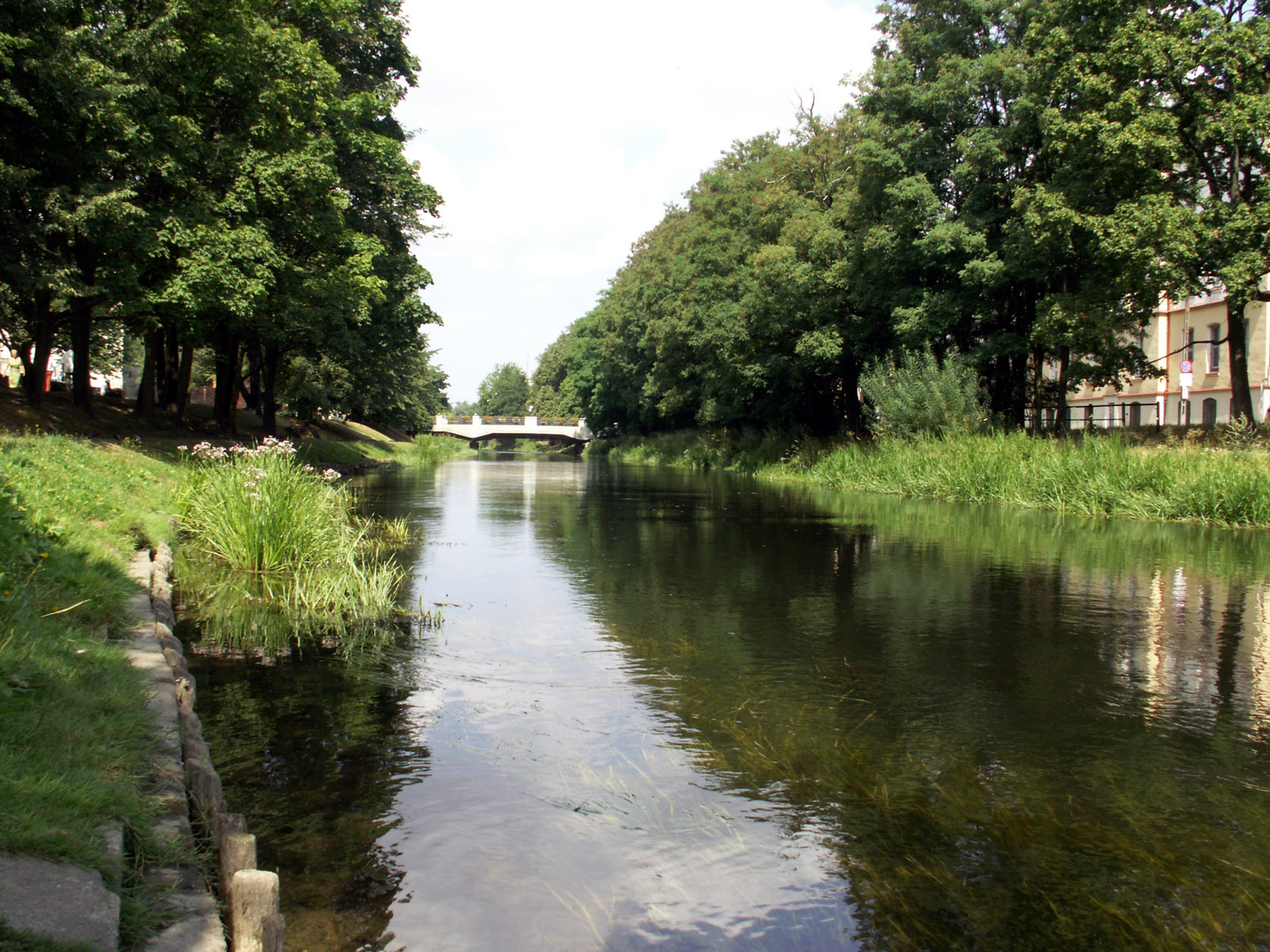
Râul Słupia traversând centrul oraşului Słupsk

Râul Słupia ce traversează municipiul nu este amenajat, cu excepția zonei din centrul orașului. Râul se desparte în două brațe: Słupia właściwa și Młynówka. Mai mulți afluenți se varsă în Słupia în zona Lasek Południowy (Pădurea din Sud) și la nord de centrul orașului. În Lasek Południowy și Lasek Północny (Pădurea de Nord) există numeroase pâraie, lacuri, iazuri, bălți și mlaștini.

### Climă și precipitații
Apropierea de Marea Baltică influențează foarte mult clima din zona Słupsk. Diferențele de temperatură dintre anotimpuri sunt importante, dar ele se micșorează de la an la an.
Vara este un anotimp mai călduros. Ea se întinde de la sfârșitul lunii mai până la sfârșitul lunii septembrie. Temperaturile depășesc atunci 25 °C, iar uneori pot ajunge chiar la 30-35 °C. Multe zile sunt ploioase.
Toamna este un anotimp mai scurt și variabil. În acest sezon, schimbarea vremii este mai accentuată.

## Populație
Orașul Słupsk are o populație de 99.644 locuitori, în majoritate de origine poloneză. Dintre aceștia, 53.106 sunt de sex feminin și 46.568 sunt de sex masculin. Creșterea populației este foarte redusă. Există un număr mare de șomeri, în anul 2006 fiind înregistrați 7.830 persoane fără un loc de muncă, dintre care 4.372 erau femei.

### Evoluție demografică
Słupsk - evoluția demografică

|  | Graficele sunt indisponibile din cauza unor probleme tehnice. Mai multe informații se găsesc la Phabricator și la wiki-ul MediaWiki. |

Date: Recensăminte sau birourile de statistică - grafică realizată de Wikipedia

## Administrație

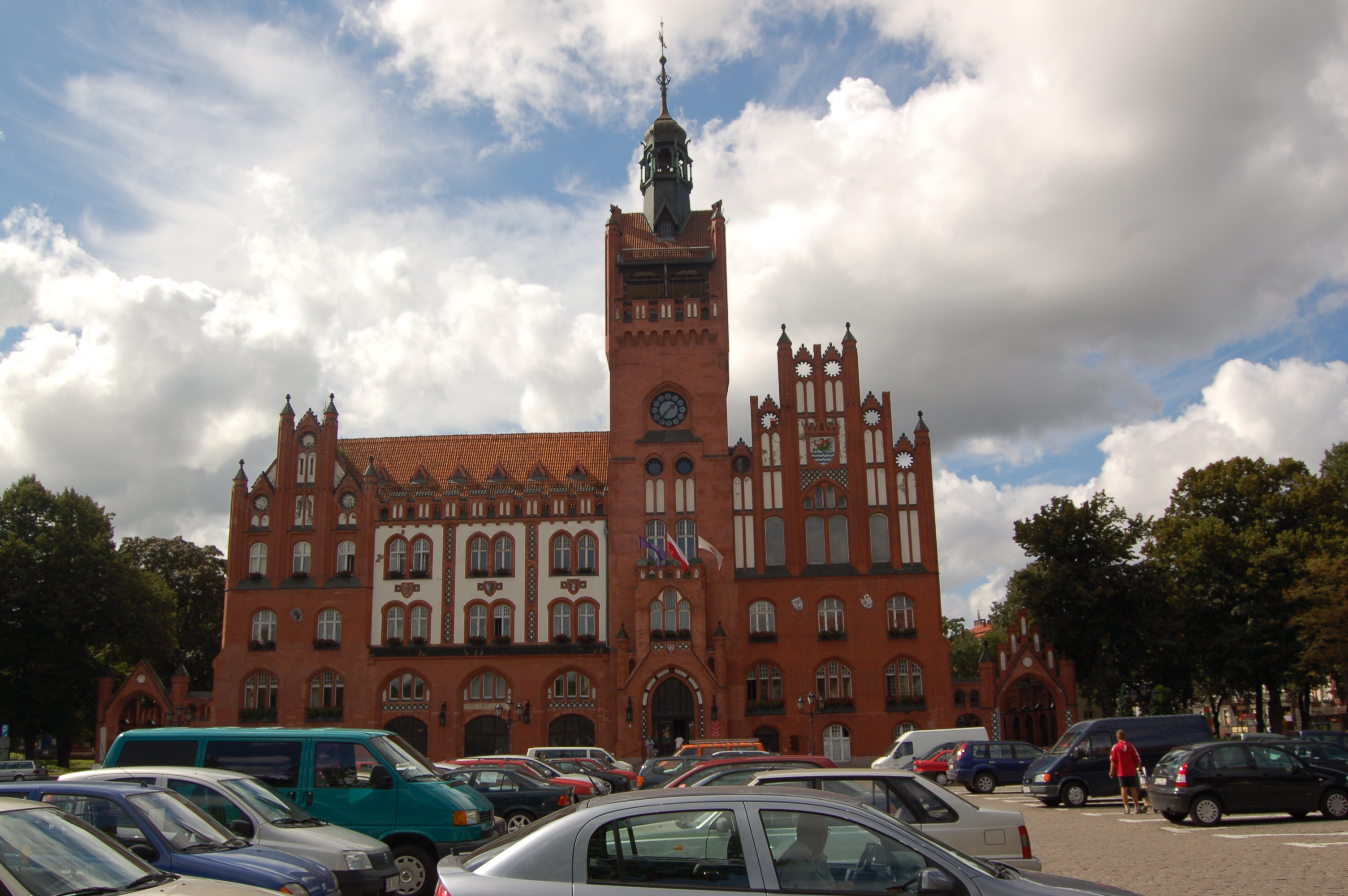
Primăria municipiului Słupsk

Słupsk are, din anul 1999, statut de municipiu, astfel încât nu mai face parte din teritoriul administrativ al powiatului în care se află din punct de vedere geografic. De asemenea, orașul este capitala comunei omonime. Înainte de 31 decembrie 1998, Słupsk a fost reședință de raion și ulterior reședință de voievodat.
Din anul 2014 primarul municipiului Słupsk este Robert Biedroń, care a câștigat în cel de-al doilea tur al alegerilor locale cu 57%. Biedroń a fost atacat de contracandidații săi pe motiv că este homosexual.
Słupsk este unul dintre cele mai importante orașe din regiunea electorală Gdynia-Słupsk. Aici se află sediul biroului maritim, sediul teritorial de poliție și o parte a spitalului voievodal.

### Împărțirea administrativă
Orașul Słupsk nu are subdiviziuni administrative, cartierele având doar caracter de definire informală a unei zone. Cele 5 cartiere ale municipiului sunt:
- Nadrzecze
- Ryczewo
- Śródmieście
- Westerplatte
- Zatorze

### Primăria
Actualul primar al orașului Słupsk este Robert Biedroń, reprezentant al partidului Twój Ruch. Sediul primăriei se află în Plac Zwycięstwa (Piața Victoriei).

## Orașe înfrățite
Słupsk este înfrățit cu următoarele orașe:
- Arhanghelsk, Rusia din 29 iunie 1989
- Bari, Italia din 22 iulie 1989
- Buhara, Uzbekistan din 8 aprilie 1994
- Carlisle, Regatul Unit din 3 aprilie 1997
- Cartaxo, Portugalia din 25 septembrie 2007
- Flensburg, Germania din 1 iunie 1988
- Ustka, Polonia din 13 iulie 2003[13]
- Vantaa, Finlanda din 8 iunie 1987
- Vordingborg, Danemarca din 13 mai 1994

## Transport

### Transporturi externe

#### Legături feroviare
Słupsk este un nod important de cale ferată. De aici pleacă trenuri în patru direcții: spre nord (la Ustka), spre sud (la Szczecinek și Miastko), spre vest (la Berlin, Szczecin, Kołobrzeg, Poznań și Koszalin) și spre est (la Cracovia, Varșovia, Gdańsk, Gdynia și Łeba). În sistemul de clasificare a PKP, Gara Słupsk este de categoria „B”.
Prima cale ferată s-a construit în anul 1869 din Gdańsk către Słupsk. Între timp a fost construită și o gară cu clădiri anexe.

#### Legături rutiere
Drumul Național nr. 6 (DN 6), o parte a coridorului european E28, traversează orașul de la vest la est. Acest drum național permite tranzitul din Szczecin, Kołobrzeg și Koszalin către Gdańsk, Gdynia și mai departe, la Varșovia și în Polonia Orientală. Drumul Național nr. 21 (DN 21) începe în Słupsk și traversează localitățile Miastko, Szczecinek, Poznań, Wrocław din Polonia Sudică. Drumurile regionale 210 și 213 leagă orașele din voievodatul Pomerania cum ar fi Ustka, Bytów, Puck, Hel sau Chojnice. Drumurile locale, care nu au număr, fac legătura dintre municipiu și satele din împrejurimi.
În martie 2008 s-au început lucrările de construire a șoselei de centură, care va avea rolul de a reduce traficul de tranzit prin centrul municipiului. Șoseaua va avea clasa de drum expres.

#### Aeroportul Słupsk Redzikowo
Aeroportul din Redzikowo, un sat în apropiere de Słupsk, nu operează în prezent zboruri comerciale, dar a operat în trecut. Primăria orașului depune eforturi pentru reintroducerea aeroportului în circuitul comercial. De asemenea s-a propus schimbarea numelui aeroportului, variantele propuse fiind Aeroportul Słupsk-Koszalin sau Aeroportul Słupsk-Pomorze.
Situația economică actuală impune reintroducerea traficului aerian. Această propunere a fost discutată de către guvernul local în septembrie 2006.

### Transporturi interne
În Słupsk funcționează 31 linii publice de autobuz, dintre care 14 deservesc doar municipiul, 6 deservesc și județul înconjurător, 5 sunt linii speciale, 3 sunt linii speciale de noapte, una este gratuită și una are un statut special de linie regională și leagă orașul Słupsk de Ustka. În afară de transportul public municipal, există și curse ale companiei naționale Polska Komunikacja Samochodowa, precum și alte firme private, dintre care una dintre cele mai importante este Nord Express. În Słupsk există și 8 companii de taxi.

#### Sistemele anterioare de transport public
În trecut, transportul public din Słupsk a fost deservit de către tramvaie (1910-1959). La început, au existat două linii: una roșie și una verde. În anul 1913 a fost introdusă linia albastră (închisă în anul 1929). După al II-lea război mondial, liniile de tramvaie au fost repuse în funcțiune, dar cu numere (1 și 2) în loc de culori. Lipsa veniturilor și problemele cauzate de vagoanele pe șine înguste au cauzat închiderea rețelei de tramvaie.
La data de 20 iulie 1985, prima linie de troleibuz, marcată cu litera A a fost deschisă. În proiectul inițial a figurat punerea în funcțiune a cinci linii, dar până la urmă s-a decis înființarea a trei linii. Următoarea linie deschisă a fost linia B, deschisă la 11 iulie 1986, și cea de-a treia – C – la 27 iunie 1987. Linia D, care a avut două variante de rute și linia E spre Ustka n-au mai fost deschise din cauza problemelor economice. În anul 1997, autobuzele au înlocuit troleibuzele, preluând rutele acestora. În prezent, linia C are numărul 15, B – 16 și A – 17. S-a propus redeschiderea sistemului, dar s-a considerat că prețurile ar fi prea mari pentru bugetul orășenesc.

## Educație și cultură

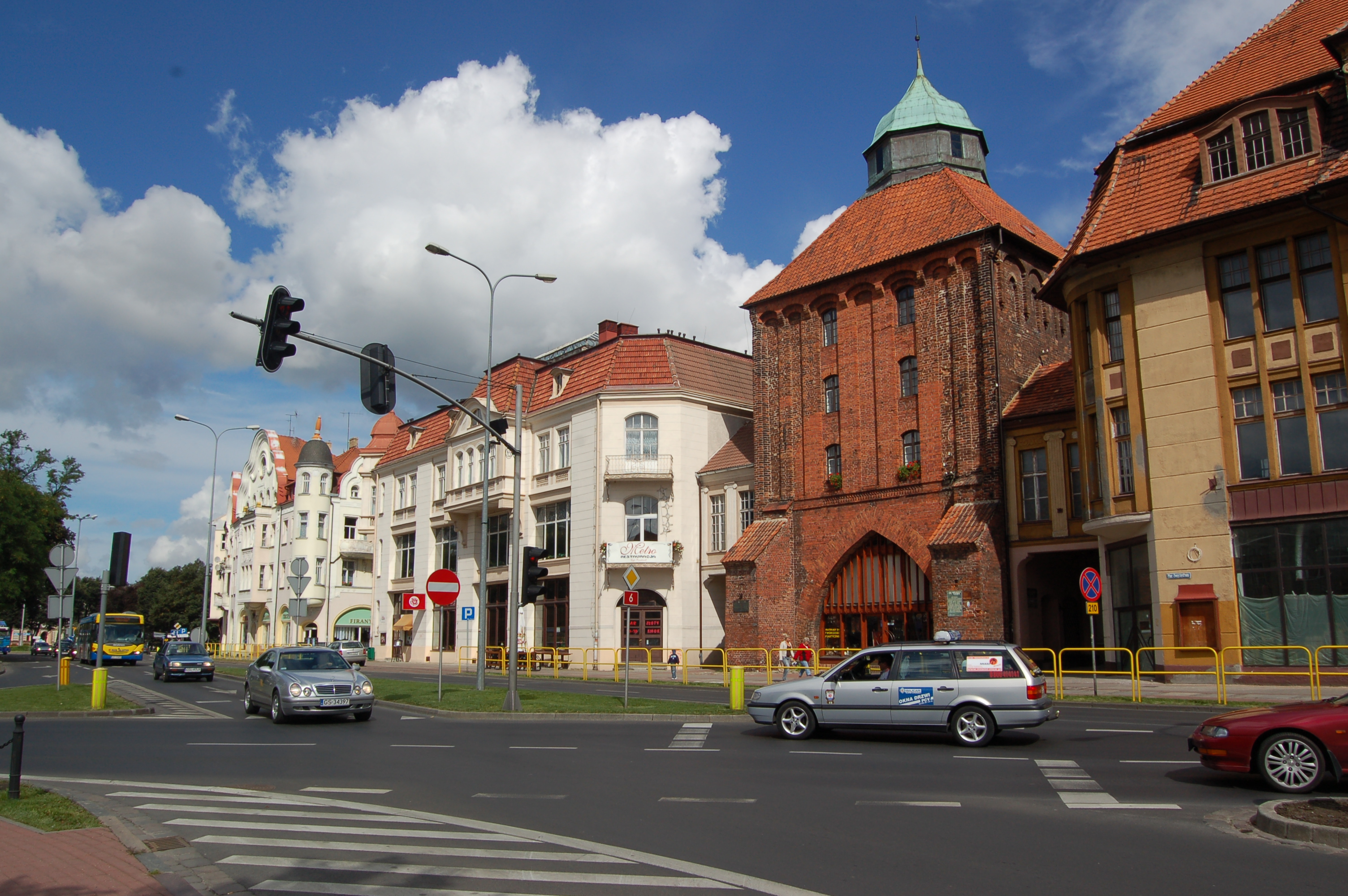
Poarta Nouă (Nowa Brama), sediul galeriei de artă contemporană.

Słupsk este un centru cultural de importanță națională. În oraș se găsesc trei teatre, oorchestră filarmonică, muzeul regional, câteva galerii de artă. Orașul are și o cinemă. Słupsk este și un centru important de învățământ, acolo avându-și sediul trei academii, unsprezece licee, șase școli tehnice și liceul catolic.

### Școli
Orașul Słupsk are zeci școli elementare, trei mai vechi operează continuu din 1945 și au avut aceeași funcție în perioada interbelică, când orașul a aparținut Germaniei. Copiii își pot continua studiile în șase gimnazii. În Słupsk funcționează și opt licee cu predare generală, trei licee cu predare concentrată pe un obiect de studiu, un liceu catolic, șaisprezeci clase cu predare pentru muncă și șase școli tehnice.
În Słupsk se află trei instituții de învățământ superior:
- Academia Pomeraniană (Akademia Pomorska, în viitor ar fi transformată în universitate)
- Școala Hanzeatică Superioară de Administrare (Wyższa Hanzeatycka Szkoła Zarządzania)
- Școala Superioară de Muncă (Wyższa Szkoła Zawodowa)

De asemenea, Universitatea Politehnică din Gdańsk, Universitatea Szczecin și Școala Umanistic-Economică Superioară din Łódź au filiale aici.

### Instituții teatrale
În Słupsk își au sediul trei teatre: 
- Teatr Nowy (Teatrul Nou), deschis în anul 2004 după treizeci ani de inactivitate.
- Teatr Rondo, deschis continuu din 1966. Are un public restrâns și este considerat de avangardă.
- Teatr lalki „Tęcza” (Teatrul de păpuși „Curcubeu”), creat în 1946. A colaborat cu teatrul de păpuși Arcadia din Oradea, România, dar după schimbări politice cooperarea a luat sfârșit.

Teatrele din Słupsk nu sunt singurele instituții teatrale din oraș. Există și orchestră filarmonică „Sinfonia Baltica”, și două cinematografe.

### Festivaluri
În Słupsk se organizează festivaluri de importanță națională, care sunt foarte populare printre admiratorii teatrului, muzicii și ai culturilor străine. De asemenea, concertele speciale organizate aici (precum două concerte ale Corului lui Alexandrov din 2007) adună multă lume din alte voievodate și orașe, având un public de aproximativ 5.000 de spectatori pe eveniment.
Cele mai importante festivaluri organizate în Słupsk sunt:
- Festivalul Culturii Orientale „Mundus Orientalis” (din 2004)
- Festivalul Internațional de Artă „Performance” (din 1992)
- Festivalul Internațional de Bridge Sportiv „Solidarność” (din 1989)
- Festivalul Pianiștilor Polonezi (din 1967)
- Festivalul Tinerelor Talente „Niemen non stop” (din 2006)
- Komeda Jazz Festival (din 1995)

## Turism
Słupskul se află în apropierea zonelor de importanță turistică, însă el însuși nu este o destinație populară. Valoarea orașului a fost diminuită din cauza construirii unui cartier de blocuri în locul vechiului centru istoric după cel De-al Doilea Război Mondial. Acum au loc diferite încercări de a-o spori din nou prin renovarea și restaurarea clădirilor vechi.

### Parcuri și grădini
Principalul complex de parcuri se află în partea de sud a orașului, unde sunt situate Park Kultury i Wypoczynku și Lasek Południowy (Pădurea de Sud). Aici există multe terenuri de joacă, precum și un patinoar, un hipodrom și un mic teatru în aer liber. Lasek Południowy este o zonă foarte populară în rândul amatorilor de plimbări cu bicicleta și cu motocicleta.
Un alt complex de parcuri este Lasek Północny (Pădurea de Nord). Acesta reprezintă un loc popular de plimbare. Lângă pădure se află Stadionul 650-lecia, care a suferit modernizări în ultima vreme.

### Suburbii și împrejurimi

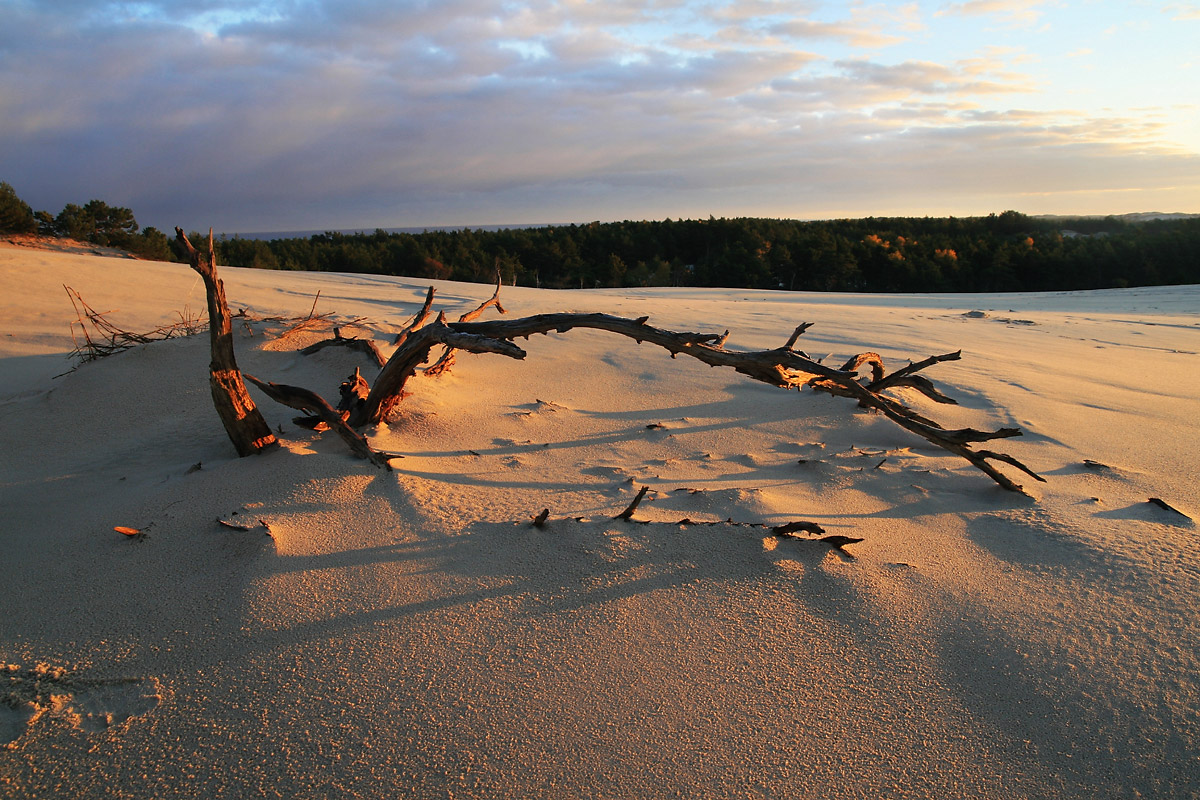
Dunele mobile din Parcul Naţional Słowiński.

Parcul peisagistic Dolina Słupi se află la sud și sud-est de oraș și este format în principal din pădurile din lunca râului Słupia. Parcul este cunoscut în principal prin sistemul său de hidrocentrale, care se află în satele Soszyca (Hidrocentrala Struga), Gałęźnia Mała (Hidrocentrala Gałęźnia), Konradowo (Hidrocentrala Strzegomino), Krzynia (Hidrocentrala Krzynia) și Skarszów Dolny (Hidrocentrala Skarszów Dolny, pe Skotawa). Este inclusă și câte o moară de apă din Słupsk. Peisajul parcului este rezultatul și contribuțiilor oamenilor. Lacurile mai mari cum ar fi: Lacul Strzegomino, Lacul Głębokie și Lacul Krzynia, au luat ființă în perioada înterbelică ca lacuri de acumulare pentru noile hidrocentrale.
La 40 km nord-est de Słupsk se află Parcul Național Słowiński (Słowiński Park Narodowy), cunoscut în principal prin dunele de nisip mobile. În cuprinsul parcului se află două lacuri mari: Lacul Łebsko (al III-lea din Polonia ca suprafață) și Lacul Gardno. În anul 1977, UNESCO a acordat Parcului Național Słowiński statutul de rezervație a biosferei..
Ustka este un oraș polonez aflat pe litoralul Mării Baltice, în aproapiere de estuarul râului Słupia și la 17 km de Słupsk. El este cunoscut ca una dintre destinațiile preferate ale turiștilor datorită plajei sale destul de întinse, apei sale calde și datorită numărului mare de atracții de vacanță. Ustka este și o stațiune balneară.
În afară de Ustka, în apropierea orașului Słupsk se află și alte localități de coastă: Darłowo, Jarosławiec, Lędowo, Łeba, Orzechowo, Poddąbie, Przewłoka și Rowy.

## Personalități marcante
- Ulrich Beck – sociolog german
- Paweł Kryszałowicz – fotbalist polonez
- Anna Łajming – scriitoare cașubiană
- Georg von der Marwitz – comandant al armatei germane
- Marek Pol – politician polonez
- Otto Liman von Sanders – general german din Imperiul Otoman
- Heinrich von Stephan – director al Poștei Germane

## Diverse
- Drapelul orașului Słupsk
- Etimologia toponimului Słupsk
- Pommern
- Principatul Stolp
- Stema orașului Słupsk
- Stolp